# くがあすか
くが あすか（Asuka Kuga、1984年7月26日 - ）は、日本の衣裳デザイナー、クリエイター。東京出身。

## 略歴・人物
日本女子大学家政学部卒。在学中より舞台・映画・CM等への衣装提供を開始。
3回の衣装展の開催を経て、歌手・アーティストへの衣装提供を開始。

## 衣装提供
アーティスト
- 亜咲花
- 凰稀かなめ
- デヴィ・スカルノ
- 大橋彩香
- 彩音
- Asriel
- 松澤由美
- 伊波杏樹
- 佐々木恵梨
- 真山りか
- MICHI
- 藤田咲
- 野水伊織
- 篠崎愛
- IVAN
- 花守ゆみり
- 小澤亜李
- 阿部桃子
- Ange☆Reve

等
企業CM
ロッテ/ヤクルト/さとう食品　等
舞台
・2020年8月、『モンテ・クリスト伯〜黒き将軍とカトリーヌ〜』（明治座） 
・2022年2月、『TARKIE THE STORY』（ステラボール）
・2025年3月、『TARKIE〜伝説の女たち〜（よみうりホール）

## 受賞
- ミス・ユニバース2017National Costume Award 最優秀賞
- 日本代表 阿部桃子着用ナショナルコスチュームデザイン・制作